# Йон Ларбі
Йон Хамед Ларбі (швед. John Hamed Larbi; 5 березня 1977, Гетеборг) — шведський боксер, призер чемпіонату Європи.

## Спортивна кар'єра
На чемпіонаті Європи 1996 в категорії до 54 кг завоював бронзову медаль, здолавши Роберта Цібу (Польща) — (+)7-7 та Сонера Караоза (Туреччина) — 3-2 і програвши в півфіналі Раїмкулю Малахбекову (Росія) — 1-4.
На Олімпійських іграх 1996 в першому раунді поступився Арнальдо Меса (Куба) — 5-19.
На чемпіонаті світу 1997 в категорії до 57 кг переміг Джеймса Маклендона (США) — 11-4, а в 1/8 фіналу програв Саяну Санчат (Росія) — 0-11.